# Mettembert
Mettembert je obec ve švýcarském kantonu Jura. Žije zde 107 obyvatel.

## Geografie

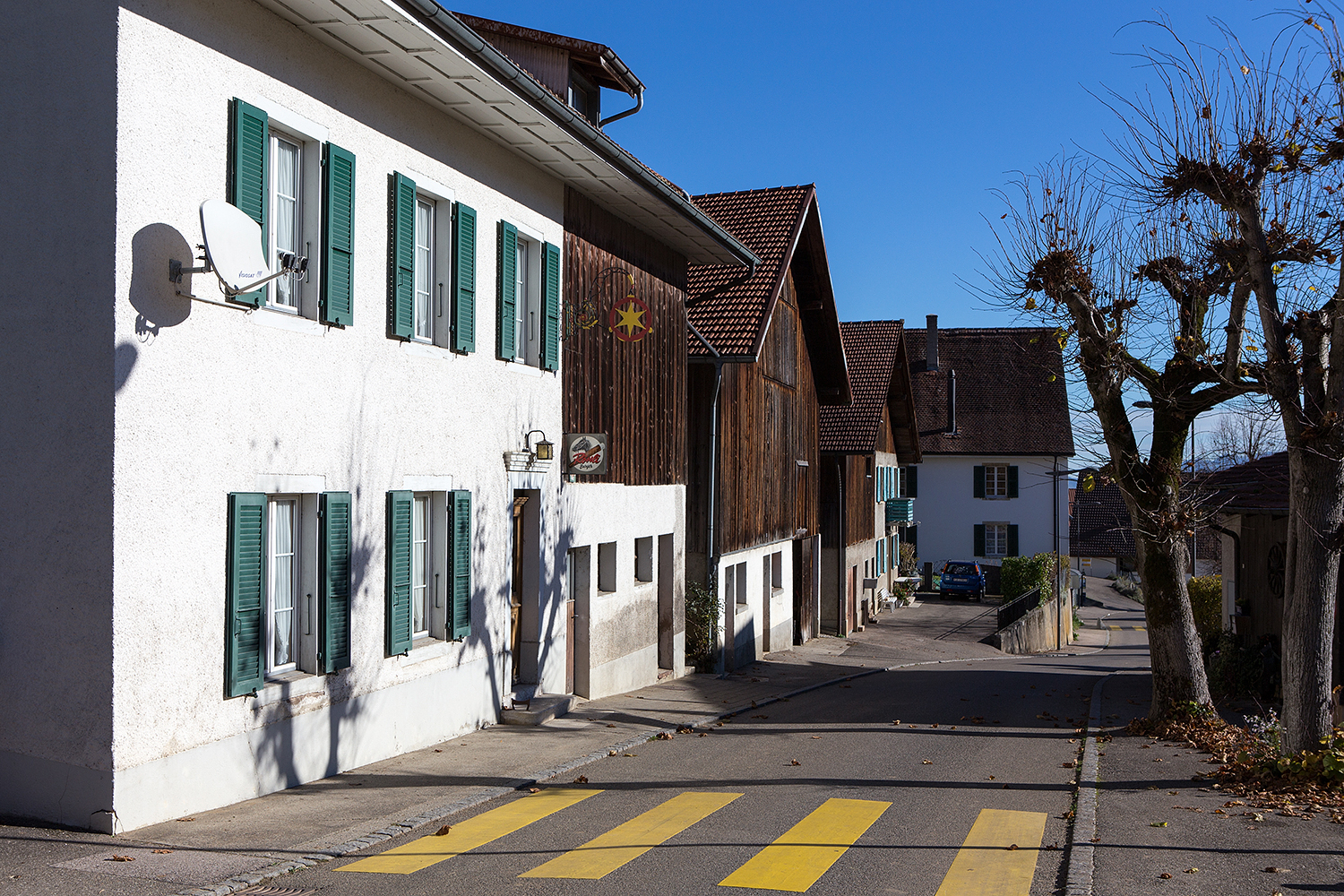
Centrum obce

Mettembert leží v nadmořské výšce 660 m, vzdušnou čarou 4 km severoseverozápadně od hlavního města kantonu, Delémontu. Zemědělská obec se nachází na jižně orientované terénní terase nad údolím Mettembert, v kopcovité oblasti severního Jury.
Velmi úzký, ale protáhlý katastr obce má rozlohu 2,4 km². Táhne se od hluboce zaříznutého potoka Ruisseau de Mettembert na severu přes terasu pokrytou loukami až k úzkému hřebeni Ordon probíhajícímu od západu k východu. Nejvyšší bod Mettembertu se nachází v oblasti Sur le Pré v nadmořské výšce 811 m. Východní hranici tvoří rokle Combe de Movelier. Území obce je odvodňováno potokem Mettembert na východě směrem k řece Birs. V roce 1997 bylo 7 % území obce pokryto zastavěnou plochou, 54 % lesy a lesními porosty a 39 % zemědělskou plochou.
K obci Mettembert patří několik samostatných zemědělských usedlostí. Sousedními obcemi Mettembertu jsou Delémont, Pleigne, Movelier a Soyhières.

## Historie
První zmínka o obci pochází z roku 1170 jako o Mettenbercu a patřila klášteru Kleinlützel. V roce 1287 se Mettembert stal součástí basilejského knížecího biskupství. V letech 1793–1815 patřil Mettembert k Francii a zpočátku byl součástí départementu du Mont-Terrible, od roku 1800 byl připojen k départementu Haut-Rhin. Na základě rozhodnutí Vídeňského kongresu byla obec v roce 1815 převedena do kantonu Bern a poté 1. ledna 1979 do nově založeného kantonu Jura. Obec se oficiálně jmenovala Mettemberg až do roku 1984, kdy byl pravopis přizpůsoben francouzské výslovnosti.
Mettembert patří do farnosti Movelier, ale má vlastní malou kapli na západním okraji obce.

## Obyvatelstvo
| Rok            | 1850 | 1880 | 1900 | 1910 | 1930 | 1950 | 1960 | 1970 | 1980 | 1990 | 2000 |
| Počet obyvatel | 113  | 100  | 104  | 103  | 95   | 93   | 80   | 75   | 63   | 106  | 116  |

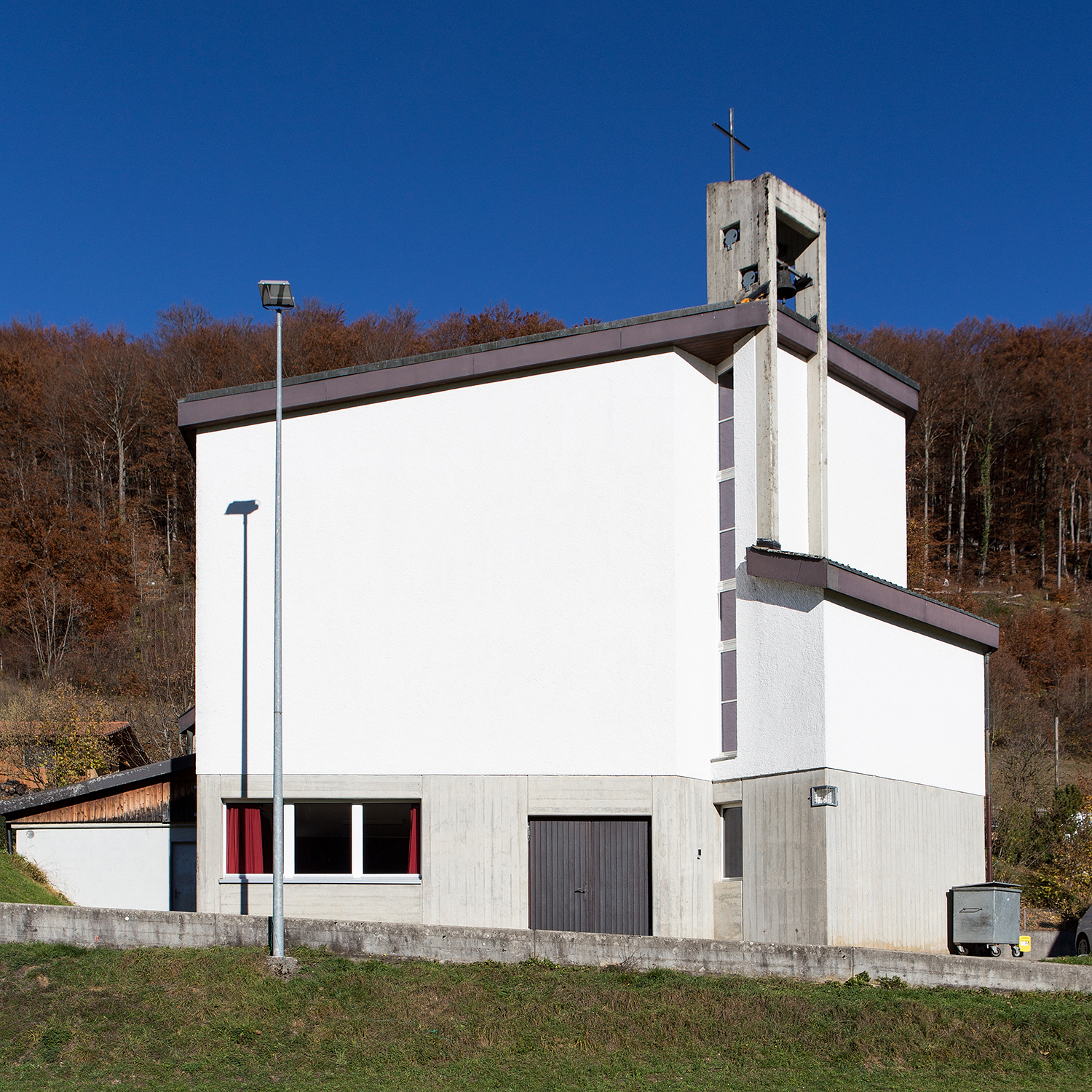
Kaple

Z celkového počtu obyvatel je 85,3 % francouzsky mluvících, 12,1 % německy mluvících a 1,7 % italsky mluvících (stav v roce 2000). V roce 1850 žilo v Mettembertu celkem 113 obyvatel a v roce 1900 104 obyvatel. Po nejnižším počtu 63 obyvatel v roce 1980 se počet obyvatel od té doby výrazně zvýšil, zejména díky blízkosti kantonálního hlavního města.

## Hospodářství
Pro obec je stále charakteristické zemědělství a v obci nejsou téměř žádná pracovní místa mimo primární sektor. Mnoho zaměstnanců (asi 60 %) proto dojíždí za prací a pracuje převážně v oblasti Delémontu.

## Doprava
Mettembert se nachází mimo hlavní silnice, na místní silnici vedoucí ze Soyhières do Pleigne. Obec je napojena na veřejnou dopravu autobusovou linkou, která jezdí z Delémontu do Pleigne.